# Origyn Web Browser
Origyn Web Browser is een webbrowser, beschikbaar voor meerdere platformen waaronder Linux, AmigaOS, AROS en MorphOS. Het werd ontworpen voor mobiele telefoons en andere kleine elektronica en maakt gebruik van WebKit. De MorphOS-versie is de uitgebreidste en ondersteunt HTML5-tags en mediaformaten via FFMpeg. Het wordt uitgebracht onder een BSD-licentie. De MorphOS-versie is ook in een lite-uitvoering beschikbaar voor het minimale moederbord Efika. 
De browser slaagt met alle versies voor de Acid2-test met 100%. De Acid3-test toont een score van 99% bij de SDL-port en een score van 100% bij de GTK-, Qt-, Amiga- en MorphOS-port.